# سرگئی کورساکف

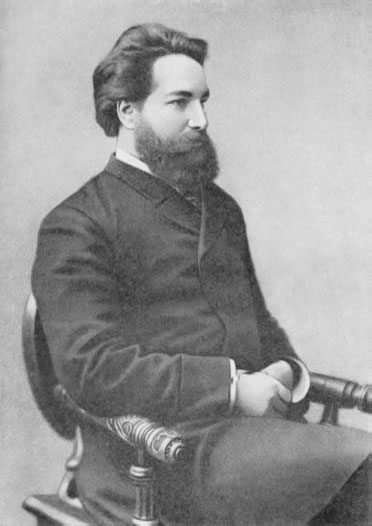
کورساکوف در سال ۱۸۸۵

سرگئی سرگئیویچ کورساکف (روسی: Серге́й Серге́евич Ко́рсаков; ۲۲ ژانویه سال ۱۸۵۴ Gus-Khrustalny – مارس ۱، ۱۹۰۰، مسکو) یک روانپزشک روسی بود.

## اوایل زندگی و تحصیلات
سرگئی کورساکف اولین روانپزشک بزرگ روسی بود. او در دانشگاه دولتی مسکو در رشته پزشکی تحصیل کرد، در سال ۱۸۷۵ فارغ‌التحصیل شد، سپس به عنوان یک پزشک در بیمارستان روانی "Preobrazhenski" (روسی: Преображенский) مشغول به کار شد.

از سال ۱۸۷۶ به سال ۱۸۷۹ او تجربه کارشناسی ارشد را در کلینیک بیماری‌های عصبی تحت Aleksei Kozhevnikov به دست آورد. با پایان‌نامه فلج الکلی(Alcoholic Paralysis) اش در سال ۱۸۸۷ دکترای پزشکی را به دست آورد.

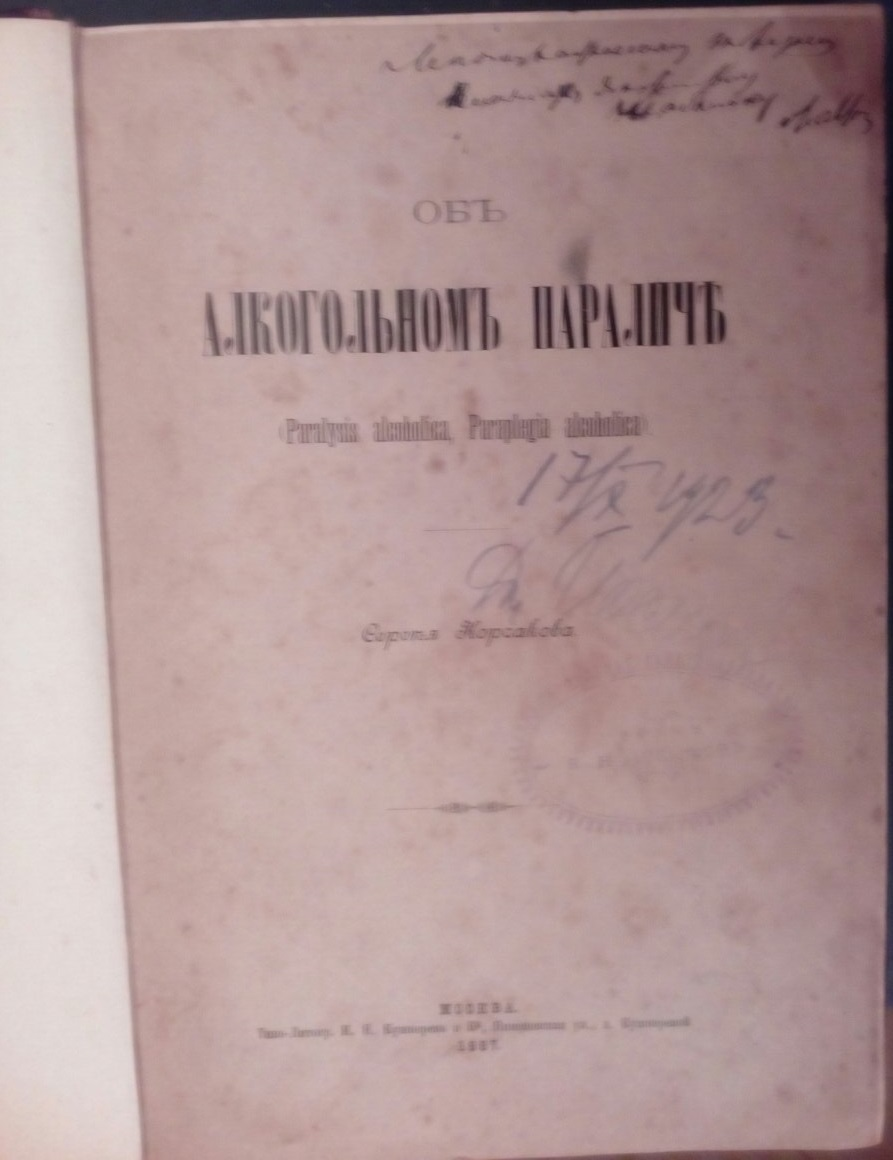
Ob alkogol'nom paraliche (فلج الکلی) - ۱۸۸۷
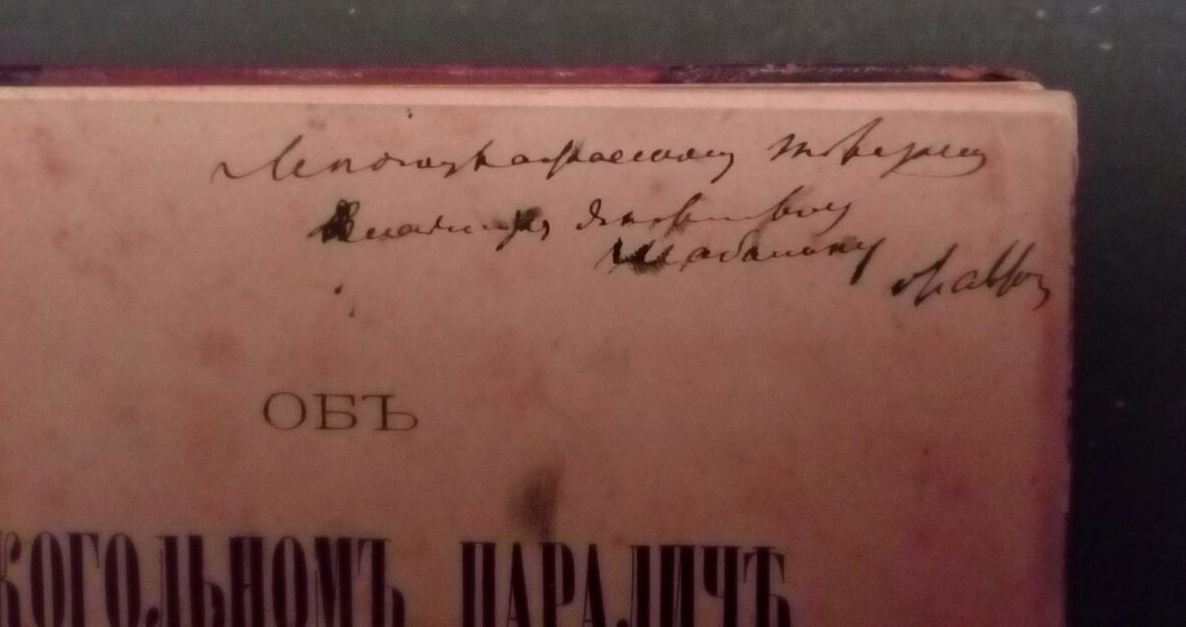
Ob alkogol'nom paraliche (فلج الکلی) - ۱۸۸۷ - تعهد نویسنده

## حرفه
در سال ۱۸۹۲، کورساکف به عنوان یک استاد فوق لیسانس در یک کلینیک روانپزشکی دانشگاه جدید منصوب شد. در طول این مدت او با وینا (Vienna) ملاقات کردکه دانش آموز تئودور ماینرت بود (Theodor Meynert). او از سال ۱۸۹۹ تا پایان عمر استاد عصب شناسی و روانپزشکی بود؛ در سن ۴۶ سالگی به علت نارسایی قلب فوت کرد.

## میراث
کورساکف یکی از بزرگترین متخصصان روانپزشکی قرن نوزدهم بود و آثار متعددی را در زمینه نوروپاتولوژی، روانپزشکی و پزشکی قانونی منتشر کرد. به غیر از مطالعاتش دربارهٔ جنون الکلی، او مفهوم پارانویا را معرفی کرد و کتابی عالی دربارهٔ روانپزشکی نوشت. کورساکف اثرات الکلیسم بر سیستم عصبی را مورد بررسی قرار داد و به چندین مورد از پلی نوروپاتی الکلی با علائم ذهنی متمایز (سندرم کورساکف) اشاره کرد.
کورساکف، یکی از سازمان دهندگان موفق، در زمینه تشکیل جامعه نوروپاتولوژیست‌ها و روانپزشکان مسکو، نقش مهمی ایفا کرد. ژورنال nevropatologii i psikhiatrii imeni Korsakova (روسی: Журнал невропатологии и психиатрии имени Корсакова, Korsakoff's Journal of Neuropathology and Psychiatry) پس از او نامگذاری شد.